# 마쓰다 EZ-6
마쓰다 EZ-6(영어: Mazda EZ-6)는 마쓰다와 중국의 합작 법인인 창안 마쓰다를 통해 2024년부터 생산하는 중형 해치백으로, 유럽 시장에서는 2024년 8월에 출시되었다.